# Hessel de Vries
Hessel L. de Vries (Annen, 15 novembre 1916 - Groningue, 23 décembre 1959) est un scientifique néerlandais et professeur à l'université de Groningue qui a amélioré de manière importante les méthodes de détections et les applications du carbone 14 et étendu le champ d'application dans d'autres domaines scientifiques. L'expert dans ce champ de recherche, Eric H. Willis, le surnomma « le héros méconnu de la datation au radiocarbone ». Il est aussi biophysicien.

## Études et carrière
Après l'école supérieure civile de garçon à Annen puis à Sappemeer, il est allé effectuer des études de mathématiques et de physiques à l'université de Groningue en 1934.
En 1939, il passe son examen de doctorat et en 1942, il obtient son doctorat avec distinction du professeur Dirk Coster sur un sujet de physique nucléaire.
En 1950 il devient professeur extraordinaire en propédeutique et physique biologique puis en 1954 il est professeur de plein droit.
En 1956 il est membre de l'Académie royale néerlandaise des arts et des sciences. Deux ans plus tard, l'Institut Carnegie de Washington le nomme chercheur associé.

## Sensibilité de l'œil
Le début de sa carrière est marqué par la biophysique et en particulier la physique des sens de l'être humain. De Vries montre que la température s'élevant de 37 à 42 °C augmente la sensibilité de l'œil. Cet effet est particulièrement mesurable sur les gens aveugles à la couleur.

## Datation au carbone 14

### Amélioration de la méthode
L'archéologue Albert van Giffen (nl) fut intéressé par les travaux De Vries en 1950 pour la méthode au carbone 14 développée par W.F. Libby. De Vries améliora celle-ci considérablement en considérant la concentration de dioxyde de carbone (CO2) dans l’atmosphère. En 1952, Van Giffen demanda de trouver l'âge des piles de fondation en bois de la vieille église Sainte-Walburge de Groningue (nl). Libby trouva un âge de 2 000 ans, De Vries d'un millier d'années seulement. D'autres laboratoires confirmèrent l'information de De Vries.

### La fluctuation De Vries
En 1958, De Vries prouve une variation systématique dans la datation au carbone 14 dans les anneaux de croissance ou cernes des arbres. Cette augmentation est située entre les années 1645 et 1715 avec un point culminant en 1690. Il explique cet effet par une fluctuation de la concentration de 1% du carbone 14 dans l'atmosphère. Il en donne trois causes possibles :
- le climat,
- le carbone 14 n'est pas produit également dans l'atmosphère à cause des variations dans le champ magnétique terrestre.
- un changement des propriétés du soleil.

Plus tard, d'après les travaux de Minze Stuiver (en) et d'autres chercheurs, il s'est avéré que le nombre de points du soleil ont bien une influence réelle.
Ces travaux auraient pu lui valoir le prix Nobel de Chimie qui récompensa Libby pour sa méthode de datation au carbone, prix décerné un an après la mort de De Vries.

## Vie personnelle
De Vries est né à Annen dans la province de Drenthe comme le fils du professeur Klaas de Vries et de Rinske Robroch.
Il est marié à Gezina Wendelina Nijboer, dont il a un fils et trois filles.
Rejeté par son assistante Anneke Hogeveen dont il était amoureux, il l'assassine en 1959 et se donne la mort.

## Publications
Parmi d'autres :
- De resonantieniveaus van zilver, zink, koper en aluminium voor het invangen van neutronen, proefschrift Groningen, 23 april 1942
- The quantum character of light and its bearing upon threshold of vision, the differential sensitivity and visual acuity of the eye, Physica 10 (1943) 553-564 (DOI 10.1016/S0031-8914(43)90575-0)
- De structuur van de materie, Openbare les, Groningue, 1942
- Biophysica, inaugurele rede Groningen 1951
- Physical aspects of the sense organs, Progress in biophysics and biophysical chemistry 6 (1956) 207-264 (PMID 13420192)
- Toepassing en meting van de natuurlijke radoiactiviteit van koolstof, Nederlands Tijdschrift voor Natuurkunde 23 (1957) 277-292
- Onderzoek van de laatste ijstijd met behulp van radioactieve koolsto, fAkademiedagen. Verslagen en voordrachten gehouden te Groningen op 3 en 4 april 1959 11 (1959) 38-47.
- Variation in Concentration of Radiocarbon wtih Time and Location on Earth, Proceedings Koninlijke Nederlandse Akademie Wetenschappen B, 61: 94-102, 1958

## Sources / Liens externes
- (en) Willis, E.H. (1996), Radiocarbon dating in Cambridge: some personal recollections. A Worm's Eye View of the Early Days, History of Quaternary Research in Cambridge.

- (nl) Cet article est partiellement ou en totalité issu de l’article de Wikipédia en néerlandais intitulé « Hessel de Vries » (voir la liste des auteurs).